# Хардинг, Шарлотта
Шарлотта Хардинг (англ. Charlotte Harding; 1873—1951) — американская художница и иллюстратор.

## Биография
Шарлотта Хардинг родилась в 1873 году. C 1893 по 1894 год училась в Филадельфийской школе дизайна для женщин у Роберта Генри. Получив стипендию, продолжила обучение в Пенсильванской академии изящных искусств и Университете Дрекселя, где её учителем был Говард Пайл. Вместе с Элис Барбер Стивенс открыла студию в Филадельфии.
Хардинг была иллюстратором для таких журналов, как Good Housekeeping, Harper’s Bazaar, The Ladies 'Home Journal, McClure’s Magazine, The Saturday Evening Post и The Century Magazine.
Была одной из основательниц The Plastic Club в 1897 году, состояла в клубе до 1913 года.
В 1917 году перестала рисовать. Работы художницы хранятся в Библиотеке Конгресса.
Шарлотта Хардинг умерла в 1951 году.

## Личная жизнь
В 1905 году вышла замуж за инженера Джеймса Адамса Брауна. У них была дочь, Шарлотта Адамс Браун.